# In Malice’s Wake
In Malice’s Wake ist eine australische Thrash-Metal-Band aus Melbourne, die 2001 gegründet wurde.

## Geschichte
Die Band wurde im Jahr 2001 von dem Gitarristen und Sänger Shaun Farrugia und dem Schlagzeuger Mark Farrugia gegründet. 2005 veröffentlichte sie in Eigenveröffentlichung die EP Blackened Skies. 2008 schloss sich das Debütalbum Eternal Nightfall an. Nach einem zweiten Album im Jahr 2011 unter dem Namen The Thrashening folgte 2015 über Punishment 18 Records das dritte Album, das Light upon the Wicked betitelt wurde. 2014 erschien zudem in Eigenveröffentlichung eine DVD namens Visions of Live Destruction. Den Plattenvertrag hatte die Gruppe durch die befreundete Band Harlott erreicht, die zur damaligen Zeit selbst bei Punishment 18 Records unter Vertrag stand. Harlott hatte wiederum den Kontakt zwischen In Malice’s Wake und einem Freund des Labels hergestellt. Auf dem Album sind der Bassist Luke Blaso, der zuvor erstmals auf The Thrashening zu hören gewesen war, und der Gitarrist Dave Graham durch Karl Watterson und Leigh Bartley ersetzt worden. Die Aufnahmen hatten mit Chris Themelco in den Monolith Studios stattgefunden. In ihrer Karriere ist die Band bisher auf Tourneen durch Australien und Neuseeland gegangen und hat unter anderem zusammen mit Mortal Sin, Forbidden, Krisiun, Warbringer und Destruction gespielt.

## Stil
Brian Fischer-Giffin bezeichnete die Musik der Band in seinem Buch Encyclopedia of Australian Heavy Metal als „knusprigen“, melodischen Thrash Metal. Nick Webb von metal-temple.com beschrieb die Musik auf Light upon the Wicked als schnellen, aggressiven und wütenden Thrash Metal. Die Musik zeichne sich vor allem durch schnelle Riffs, Breaks und einen gutturalen Gesang aus, der nicht gesungen, aber auch nicht wirklich geshoutet sei. Gelegentlich streue die Gruppe melodische Passagen bei, verwendete Gitarren-Soli seien meist kurz und technisch nicht sehr anspruchsvoll. Die Songs würden sich von der Geschwindigkeit, Form oder Struktur kaum voneinander unterscheiden und würden die üblichen Themen, wie sie alle Thrash-Metal-Bands seit den frühen 1980er Jahren verwenden würden, behandeln, wie Gewalt, Verdammnis, Blut und Leiden. Im Interview mit Luxi Lahtinen gab Shaun Farrugia Bloodbath, Vader, Vital Remains und Behemoth als Einflüsse an. In einem weiteren Interview mit rockandmetalinmyblood.com gab er an, dass die Band am stärksten durch Sodom und Testament beeinflusst wurde.

## Diskografie
- 2003: Demo (Demo, Eigenveröffentlichung)
- 2005: Blackened Skies (EP, Eigenveröffentlichung)
- 2008: Eternal Nightfall (Album, Eigenveröffentlichung)
- 2011: The Thrashening (Album, Eigenveröffentlichung)
- 2014: Visions of Live Destruction (DVD, Eigenveröffentlichung)
- 2015: Light upon the Wicked (Album, Punishment 18 Records)